# Замок Менар
Менар (фр. Château de Menars) — французький замок в долині Луари у комуні Менар департаменту Луар і Шер. Відомий як луарське шато маркізи де Помпадур, придбане нею у 1760 році.

## Розташування
Замок Менар знаходиться в однойменному містечку на березі Луари у 178 км на північний захід від Парижа та приблизно в 9 км на північний схід від Блуа.

## Історія
Замок був побудований у 1646 році на кошти багатого відкупщика Гійома Шаррона. 1669 року замок успадкував його син Жан-Жак, за наказом якого з боків від первісної будівлі були зведені два крила різного розміру. У 1676 році Людовик XIV дарував власнику замку титул маркіза.

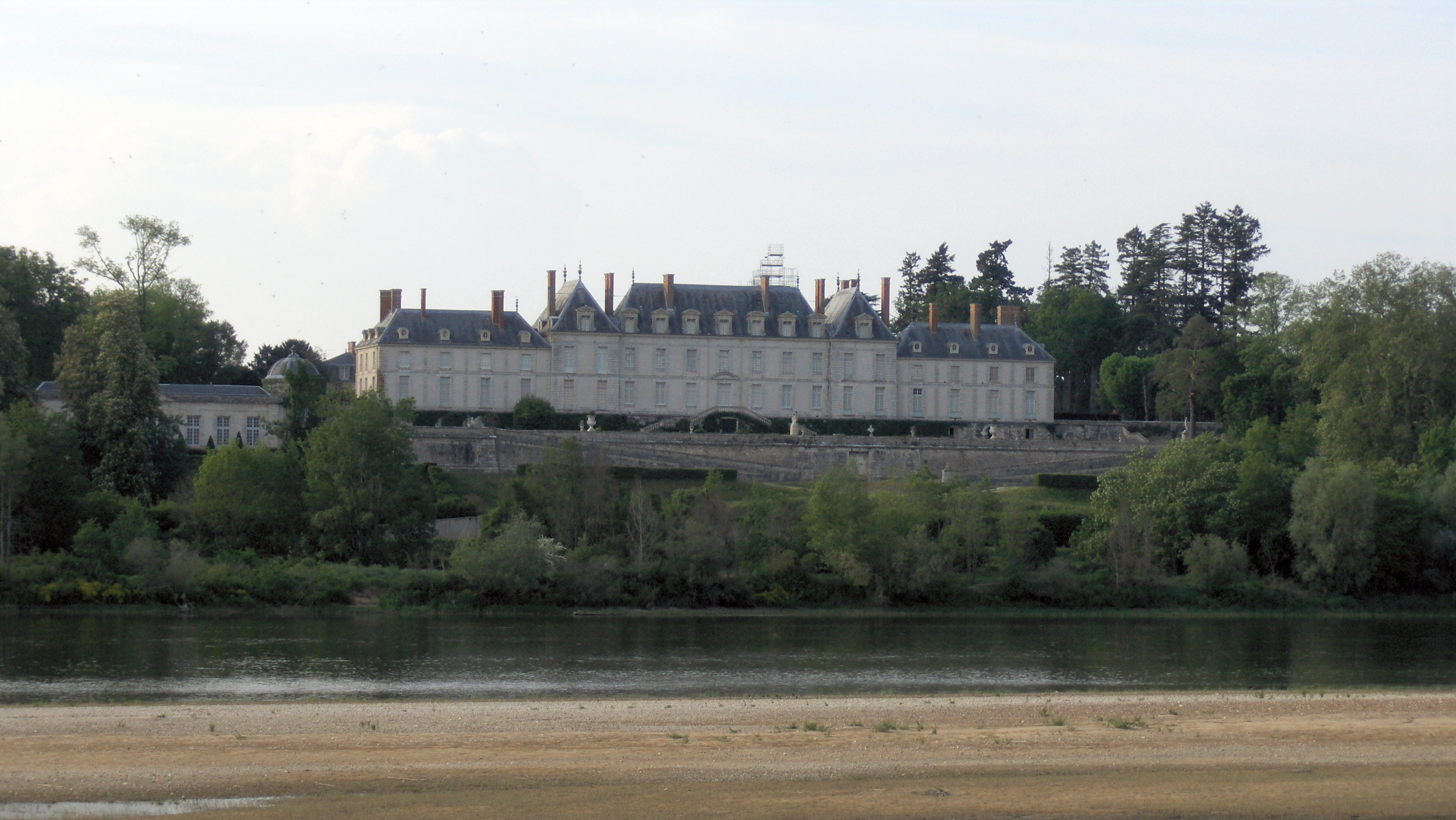

У 1760 році замок за мільйон ліврів придбала знаменита фаворитка короля Людовика XV маркіза де Помпадур, яка запросила архітектора Анж-Жака Габріеля з тим, щоб побудувати два нових крила замість павільйонів XVII ст. Габріель змінив дах будівлі, яка стала плоскою на італійський манер. По обидва боки від парадного двору він звів два окремі павільйони: справа — павільйон Часів, в якому знаходилися кухні, зліва — павільйон Меридіана. Павільйон Часів був з'єднаний з замком підземним переходом.

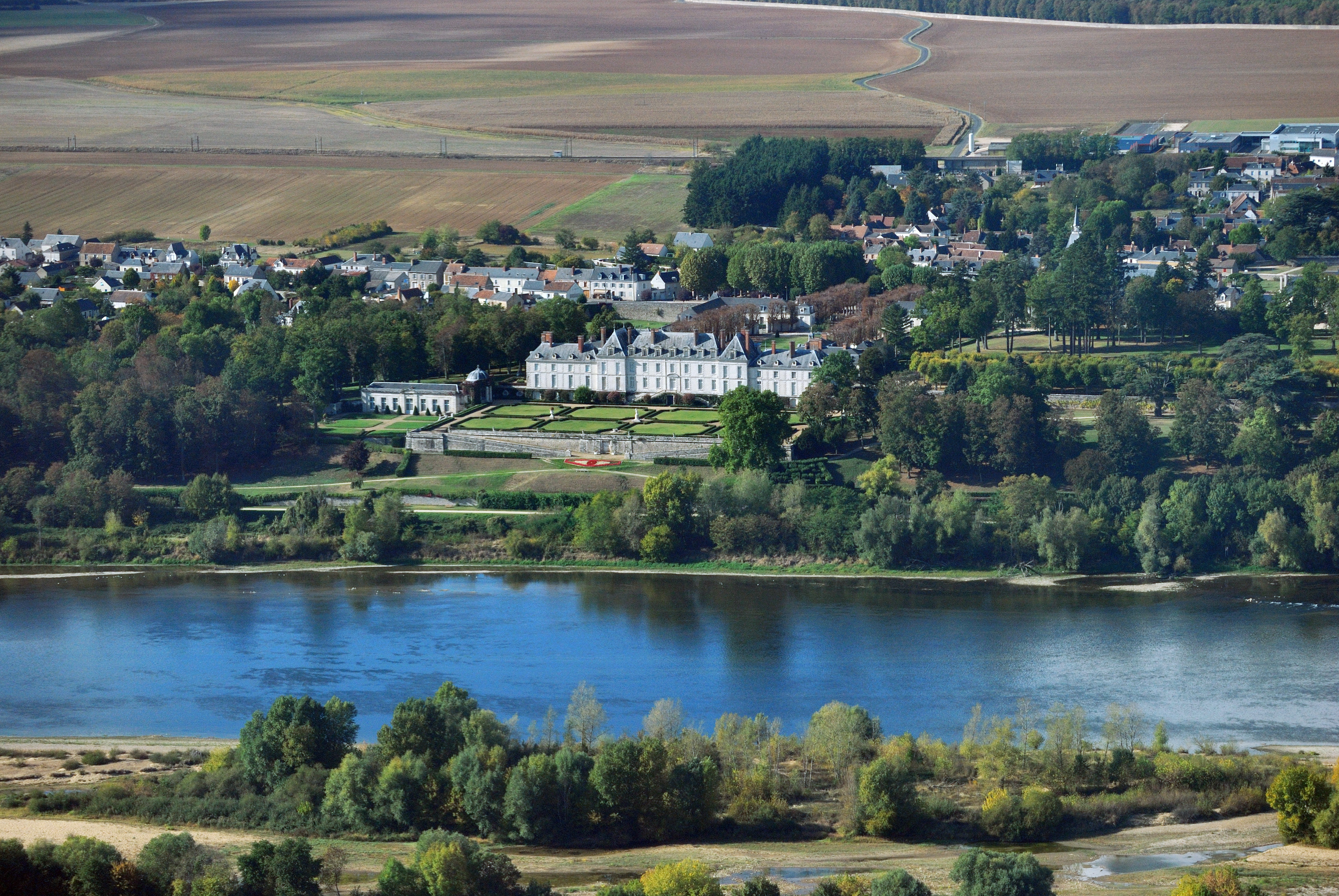

Після смерті маркізи у 1764 році замок перейшов до її брата Абеля-Франсуа де Вандьер Пуассона, маркіза де Маріньї. На його прохання, архітектор Жак-Жермен Суффло прилаштував до центрального корпусу цокольний поверх. Крім того, павільйони, зведені Габріелем, були доповнені мансардним дахом.
У 1804 році замок придбав маршал Імперії Клод-Віктор Перрен. На той час будівля сильно застаріла. Коли Людовик XVIII призначив Перрена військовим міністром Франції, замок Менар перетворився в місце проведення пишних урочистостей.
У 1830 році Жозеф де Ріке граф де Караман, 16-й принц Шиме заснував в замку навчальний заклад під давньогрецькою назвою «Пританей», в якому могли вчитися юнаки різних національностей і різного добробуту.

## Архітектура
Замок оточений парком, вдосконалення якого тривало протягом кількох поколінь. Головна будівля замку Менар складається з трьох частин — старий великий зал, спальня і вітальня, а зали на першому поверсі були у 1912 році об'єднані в одну велику галерею. У вітальні, розташованій праворуч від великого залу, одразу впадати в око  прикраси XVIII століття — витончена різьба по дереву та полички з дзеркалами над каміном. Кам'яні сходи та прикраси з червоного дерева в бібліотеці на другому поверсі були виконані при маркізі де Маріньї.

## Сади
У другій половині 17 століття Ж.-Ж.Шаррон влаштував парк у французькому стилі з характерними для нього партерами, галявинами, каналами, фонтанами та алеями. Століття по тому Маріньї розставив по всьому парку частину своєї  колекції скульптур. Перед замком була споруджена простора тераса, а в парку з'явилися численні садово-паркові споруди по моді того часу. На березі Луари, на місці колишнього піщаного кар'єру, була влаштована так звана «Пустеля» зі штучним гротом. «Ротонда достатку», споруджена за проєктом Суффло біля підніжжя замку, дозволяє перейти з підвалів замку в оранжерею.
На даний час в ротонді встановлено копію статуї Венери Медічі роботи Ж.-Ж.Клерьона. На схід від замку знаходиться круглий майданчик, де за бажанням Маріньї була встановлена альтанка в китайському стилі за проєктом Шарля де Вайлі. У глибині парку поруч з невеликим джерелом Суффло звів грот з німфами в італійському стилі.

## Ресурси Інтернету
- Site archivageovdt.onediscussion.net